# Касми, Ясин
Ясин Касми (фр. Yacine Qasmi; 3 января 1991, Понтуаз) — французский и марокканский футболист, нападающий.

## Карьера

### Клубная
Касми начинал заниматься футболом в малоизвестном французском клубе «Космо де Таверни». В возрасте восьми лет он пришёл в «Пари Сен-Жермен», где до 2009 года проходил обучение в юношеских командах. В июле 2009 года марокканец присоединился к резервному клубу «Пари Сен-Жермен», выступавшему в четвёртом дивизионе Франции. За два сезона футболист провёл 11 матчей и забил 2 гола. В сезоне 2010/11 Касми дебютировал за главную команду, выйдя на замену в игре против львовских «Карпат», которая проходила в рамках группового этапа Лиги Европы 2010/11.
В июле 2011 года Касми перешёл в «Ренн» в статусе свободного агента. Здесь он также участвовал в играх дублирующей команды — «Ренн B».

### В сборной
Ясин Касми привлекался к играм олимпийской сборной Марокко (до 23 года) для отбора на Олимпиаду-2012 в Лондоне. В её составе он выходил на поле пять раз и отметился двумя забитыми голами.